# Un susurro en la tormenta
Un susurro en la tormenta es el octavo álbum de estudio del grupo musical español La Oreja de Van Gogh que fue lanzado el 18 de septiembre de 2020 bajo el sello discográfico de Sony Music. El primer sencillo, titulado «Abrázame», se estrenó el 11 de abril de 2020. Supuso el último trabajo de Leire Martínez como vocalista del grupo, tras salir de la formación en octubre de 2024, cuatro años después de su publicación.

## Antecedentes y lanzamiento
El título del disco y su carátula fueron confirmados por la banda el 28 de junio de 2020 a través de sus redes sociales. La lista de canciones fue revelada el 1 de julio de 2020 a través de sus redes sociales y lista de correos oficial. El álbum se publicó el día 18 de septiembre de 2020.

## Promoción
El primer sencillo fue “Abrázame”, que fue lanzado meses antes de la publicación del álbum, en pleno confinamiento por el COVID-19. 
El día 4 de julio de 2020 fue lanzado el sencillo promocional «Te pareces tanto a mí» que cuenta la historia de amores y odios entre una madre y su hija adolescente e irreverente. Para sorpresa de aficionados y del grupo, este tema llegó al #1 en la lista de iTunes Canciones de España.
El 28 de agosto de 2020 fue revelado el segundo sencillo del álbum «Durante una mirada», canción que cuenta la historia de dos personas que, a pesar de tener su vida cada uno por su lado, no pueden ocultar su amor secreto cada vez que se encuentran. A su vez la canción se reveló como el primer dueto entre la banda, ya que no es interpretada solo por Leire Martínez, sino que la acompaña Xabier San Martín. Enseguida se convierte en el tema favorito de sus seguidores y el tema que más repercusión tuvo en radios y en reproducciones, logrando el Disco de Oro en 2024.
Posteriormente, fue lanzado el tercer y último sencillo del álbum, “Sirenas”, un tema que trata sobre el terrorismo de ETA y cuyo videoclip está inspirado en la ciudad de San Sebastián. El videoclup muestra a Pablo Benegas y Leire en el mar, viéndose a ellos mismos, y cayéndose en el inicio del 1er y 2º estribillo mientras se abrazan. 
El álbum permaneció 48 semanas en la lista PROMUSICAE de España, que recoge las ventas de discos (físicos, digitales y streaming). En enero de 2024, Promusicae confirma la certificación de Disco de Oro para la canción "Durante una mirada" (segundo single del álbum).

## Lista de canciones
| Un susurro en la tormenta - Edición Estándar |                            |                 |                                                                          |          |  |
| N.º                                          | Título                     | Letras          | Música                                                                   | Duración |  |
| 1.                                           | «Doblar y comprender»      | Pablo Benegas   | Haritz Garde,Álvaro Fuentes, Pablo Benegas, Xabier San Martín Beldarrain | 4:19     |  |
| 2.                                           | «Como un par de girasoles» | Pablo Benegas   | Garde, Fuentes, Benegas, San Martín                                      | 3:13     |  |
| 3.                                           | «Abrázame»                 | Pablo Benegas   | Garde, Fuentes, Benegas, San Martín                                      | 3:56     |  |
| 4.                                           | «Durante una mirada»       | Xabi San Martín | Garde, Fuentes, Benegas, San Martín                                      | 4:09     |  |
| 5.                                           | «Galerna»                  | Pablo Benegas   | Garde, Fuentes, Benegas, San Martín                                      | 3:10     |  |
| 6.                                           | «Te pareces tanto a mí»    | Pablo Benegas   | Garde, Fuentes, Benegas, San Martín                                      | 2:58     |  |
| 7.                                           | «Menos tú»                 | Pablo Benegas   | Garde, Fuentes, Benegas, San Martín                                      | 3:14     |  |
| 8.                                           | «Sirenas»                  | Pablo Benegas   | Garde, Fuentes, Benegas, San Martín                                      | 3:40     |  |
| 9.                                           | «Acantilado»               | Pablo Benegas   | Garde, Fuentes, Benegas, San Martín                                      | 4:08     |  |
| 10.                                          | «Me voy de fiesta»         | Pablo Benegas   | Garde, Fuentes, Benegas, San Martín                                      | 2:14     |  |
| 11.                                          | «¿Lo ves?»                 | Xabi San Martin | Garde, Fuentes, Benegas, San Martín                                      | 3:28     |  |

| Un susurro en la tormenta - iTunes edition |                                         |                 |                                     |          |  |
| N.º                                        | Título                                  | Letras          | Música                              | Duración |  |
| 12.                                        | «Abrázame (versión acústica)»           | Pablo Benegas   | Garde, Fuentes, Benegas, San Martín | 3:48     |  |
| 13.                                        | «Durante una mirada (versión acústica)» | Xabi San Martin | Garde, Fuentes, Benegas, San Martín | 3:50     |  |

## Posicionamiento en listas
| Listas Ventas Físicas, Digital y Streaming (2020) | Mejor posición |
| ------------------------------------------------- | -------------- |
| España (PROMUSICAE)                               | 1              |
| México (Lista Venta Discos)                       | 1              |

| Listas iTunes (2020)    | Mejor posición |
| ----------------------- | -------------- |
| España (iTunes)         | 1              |
| México (iTunes)         | 1              |
| Argentina (iTunes)      | 1              |
| Colombia (iTunes)       | 1              |
| Bolivia (iTunes)        | 1              |
| Chile (iTunes)          | 1              |
| Costa Rica (iTunes)     | 1              |
| Perú (iTunes)           | 1              |
| El Salvador (iTunes)    | 15             |
| Tailandia (iTunes)      | 24             |
| Francia (iTunes)        | 28             |
| Guatemala (iTunes)      | 39             |
| Chipre (iTunes)         | 42             |
| Estados Unidos (iTunes) | 46             |
| Canadá (iTunes)         | 118            |
| Suiza (iTunes)          | 123            |
| Ecuador (iTunes)        | 140            |
| Reino Unido (iTunes)    | 291            |

| Listas Apple Music (2020)          | Mejor posición |
| ---------------------------------- | -------------- |
| España (Apple Music)               | 1              |
| México (Apple Music)               | 6              |
| Argentina (Apple Music)            | 7              |
| Colombia (Apple Music)             | 27             |
| Bolivia (Apple Music)              | 19             |
| Chile (Apple Music)                | 45             |
| Costa Rica (Apple Music)           | 22             |
| Perú (Apple Music)                 | 26             |
| El Salvador (Apple Music)          | 8              |
| Guatemala (Apple Music)            | 13             |
| Ecuador (Apple Music)              | 18             |
| Paraguay (Apple Music)             | 13             |
| Honduras (Apple Music)             | 17             |
| Panamá (Apple Music)               | 26             |
| República Dominicana (Apple Music) | 162            |